# Ravno Bučje, Bujanovac
Ravno Bučje (izvirno srbsko Равно Бучје) je naselje v Srbiji, ki upravno spada pod Občino Bujanovac; slednja pa je del Pčinjskega upravnega okraja.

## Demografija
V naselju živi 281 polnoletnih prebivalcev, pri čemer je njihova povprečna starost 31,9 let (31,1 pri moških in 32,8 pri ženskah). Naselje ima 62 gospodinjstev, pri čemer je povprečno število članov na gospodinjstvo 6,34.
|  |

| Demografija | Demografija     | Demografija     |
| Leto        | Št. prebivalcev | Št. prebivalcev |
| ----------- | --------------- | --------------- |
|             |                 |                 |
|             |                 |                 |
|             |                 |                 |
|             |                 |                 |
| 1948        | 509             |                 |
| 1953        | 571             |                 |
| 1961        | 590             |                 |
| 1971        | 711             |                 |
| 1981        | 703             |                 |
| 1991        | 601             | 586             |
| 2002        | 480             | 393             |
|             |                 |                 |

| Etnična sestava po popisu iz leta 2002 | Etnična sestava po popisu iz leta 2002 | Etnična sestava po popisu iz leta 2002 | Etnična sestava po popisu iz leta 2002 | Etnična sestava po popisu iz leta 2002 |
| -------------------------------------- | -------------------------------------- | -------------------------------------- | -------------------------------------- | -------------------------------------- |
| Albanci                                | Albanci                                |                                        | 391                                    | 99,49%                                 |
| Neznano                                | Neznano                                |                                        | 2                                      | 0,50%                                  |